# 武田道修町ビル
武田道修町ビル（たけだどしょうまちビル）は大阪府大阪市中央区道修町にある歴史的建築物。

## 概要
1928年（昭和3年）に「株式会社武田長兵衞商店（現武田薬品工業株式会社）」の本店ビルとして建設された。そのため「武田薬品工業旧本社ビル」とも呼ばれる。
松室重光による設計で、外観は煉瓦色のタイル張りであり、1階は様式的な装飾があるものの、全体的にモダンなデザインとなっている。
2013年には、耐震補強工事及び新館の建設が行われ、武田科学振興財団が入居している。
また、生きた建築ミュージアム・大阪セレクションに選定されている。

## 入居者
- 公益財団法人武田科学振興財団
  - 杏雨書屋

## 交通アクセス
- 地下鉄堺筋線・京阪本線北浜駅

## 周辺情報
- 少彦名神社（神農さん）